# ويليام بوث
ويليام بوث (بالإنجليزية: William Booth)‏ (1 أكتوبر 1880 في المملكة المتحدة - 2000) هو لاعب كرة قدم بريطاني (وحمل سابقاً جنسية المملكة المتحدة لبريطانيا العظمى وأيرلندا) في مركز الهجوم. لعب مع مانشستر يونايتد.